# 涞源镇
涞源镇，是中华人民共和国河北省保定市涞源县下辖的一个乡镇级行政单位。

## 行政区划
涞源镇下辖以下地区：
福寿路社区、兴文街社区、观音堂社区、东关村、新街村、太平关村、南关村、城里村、大北关村、小北关村、西关村、水云乡村、沿村、北韩村、顾家营村、张家村、南韩村、后堡子村、辛庄村、东夹山村、西夹山村、小西庄村、香炉屯村、水泉村、扯曳沟村和龙虎寺村。